# بلوخوایزن
بلوخوایزن (به هلندی: Blokhuizen) یک منطقهٔ مسکونی در هلند است که در هولاندس کرون واقع شده‌است.